# Georg Friedrich Haas
Georg Friedrich Haas (Graz, 16 de agosto de 1953) es un compositor austriaco considerado uno de los más importantes de su generación. Adscrito a la corriente de música espectral la crítica lo considera un artista vinculado tanto con la tradición austriaca de la música orquestal de gran envergadura con la exploración de las vanguardias experimentales francesa y americana de la segunda mitad de siglo XX.
Entre los premios que ha ganado son el Premio de Composición Sinfónica de SWR (2010), el Premio de la Música de la Ciudad de Viena (2012) y el Premio de la Música de Salzburgo (2013).

## Biografía
Georg Friedrich Haas creció en Tschagguns (Vorarlberg) y estudió música en la Musikhochschule de Graz, composición con Gösta Neuwirth e Ivan Eröd y piano con Doris Wolf. Desde 1978 ha sido profesor en la Hochschule como instructor, y desde 1989 como profesor asociado en contrapunto, técnicas de composición contemporáneas, análisis e introducción a la música microtonal. Haas completó dos años de estudios de postgrado en la Hochschule für Musik de Viena con Friedrich Cerha, participó en el Darmstädter Ferienkurse (años 1980 1988 y 1990) e hizo el curso de música de computadora del IRCAM (1991). Recibió una beca del Festival de Salzburgo (1992-93), fue galardonado con el «Sandoz Prize» (1992) y recibió una ayuda musical del Ministerio Nacional de Ciencia, Investigación y Cultura (1995). Desde el año 2005 ha dictado conferencias en la Hochshule de Basilea
El estilo de Haas recuerda a György Ligeti por su uso de la micropolifonía, los microintervalos y la explotación de la serie de sobretonos. Sus obras han sido programadas en los más importantes festivales: Wien Modern (Viena), Musikprotokoll (Graz), Witten, Huddersfield, Royaumont, Bienal de Venecia, Festival d'Automne (París), así como en el Darmstädter Ferienkurse. Es miembro fundador del colectivo de compositores de Graz «Die andere Seite». Vive en Viena y compone en un chalet en Fischbach, Estiria.

## Catálogo de obras
| Año       | Obra | Tipo de obra                   | Duración |
| --------- | --- | ------------------------------ | -------- |
| 1974      | Derivate | -                              | 06:00    |
| 1980      | Adolf Wölfli, ópera de cámara (Graz 1981) | Música de ópera                | 25:00    |
| 1981      | Streichsextett. | Música de cámara               | 25:00    |
| 1982      | Phantasien, para clarinete y viola. | Música instrumental (dúo)      | 20:00    |
| 1983-85   | Hommage … Steve Reich und Hommage … György Ligeti, für einen Pianisten und zwei im Abstand eines Vierteltons gestimmte Klaviere.                                                | -                              | 40:00    |
| 1984      | Duo, para viola y piano preparado. | Música instrumental (dúo)      | 20:00    |
| 1986      | ... nach Konzepten von Friedrich Hölderlin. | -                              | 25:00    |
| 1988      | ... und schon ein Sternenleben tot. | -                              | 16:00    |
| 1988      | ... für Violine, Viola da Gamba, Theorbe und Cembalo. | Música instrumental (cuarteto) | 17:00    |
| 1988      | Monodie, para 18 instrumentos (rev. 1998-99). | Música instrumental            | 15:00    |
| 1989      | Zerstäubungsgewächse - Unveränderungen, para 8 baterías y cuarteto de cuerda.                                                                                                   | Música instrumental            | 25:00    |
| 1990      | ... wie ein Nachtstück | -                              | 15:00    |
| 1990-99   | quasi una tânpûrâ. | -                              | 28:00    |
| 1990-91   | ... sodass ich's hernach mit einem Blick gleichsam wie ein schönes Bild... im Geist bersehe, or string orchestra. | Música orquestal (cámara)      | 16:00    |
| 1991      | Nacht Schatten (Bregenz, 1994). | -                              | 16:00    |
| 1991      | ... als ob an den Grenzen... jeweils.... | -                              | 12:00    |
| 1992      | Sextett. | Música instrumental            | 23:00    |
| 1992      | Diaphonie, para dúo. | Música instrumental (dúo)      | 16:00    |
| 1992      | ... Schatten... durch unausdenkliche Wälder, para dos pianos y dos baterías. | Música instrumental            | 24:00    |
| 1993      | Descendiendo, para orquesta. | Música orquestal               | 30:00    |
| 1994      | Einklang freier Wesen, para conjunto de diez instrumentos. | Música instrumental            | -        |
| 1994      | ... [el título son solo los puntos suspensivos], para acordeón, viola y conjunto de cámara.                                                                                     | Música instrumental            | 14:00    |
| 1994      | ... ber den Atem, die Stille und die Zerbrechlichkeit... - Versuch para sieben Blechblasinstrumente. | Música instrumental            | 25:00    |
| 1994-95   | ... aus freier Lust...verbunden..., para viola solista (y para varios instrumentos más).                                                                                        | Música instrumental            | 13:00    |
| 1994-96   | ... Einklang freier Wesen..., para diez instrumentos. | Música instrumental            | 10:00    |
| 1996      | Nacht, ópera de cámara en 24 escenas. Libreto del compositor sobre texto de Friedrich Hölderlin. (Estreno versión concertante, Bregenz, 1996; versión escénica, Bregenz, 1998). | Música de ópera                | 70:00    |
| 1996-97   | Fremde Welten. Concierto para piano y 20 cuerdas. | Música orquestal (concierto)   | 30:00    |
| 1997      | Cuarteto de cuerda nº 1. | Música de cámara (cuarteto)    | 30:00    |
| 1997-98   | Cuarteto de cuerda nº 2. | Música de cámara (cuarteto)    |          |
| 1997-99   | Sextett, para flauta, oboe, clarinete, violín, viola y violoncello. | Música instrumental            | 20:00    |
| 1998      | Violinkonzert, Concierto para violín y orquesta Concierto de violín y orquesta                                                                                                  | Música orquestal (concierto)   | 15:00    |
| 1998      | Nichts, para Klangraum für Basstuba | -                              | -        |
| 1999      | Nach-ruf ... ent-gleitend ..., para conjunto instrumental. | Música instrumental            | 16:00    |
| 1999      | Wer, wenn ich schreie, hörte mich [¿Quién, cuando yo grite, me escuchará...?], para percusión y conjunto instrumental.                                                          | Música instrumental            | 25:00    |
| 1999-2000 | Torso. Nach der unvollendeten Klaviersonate C-Dur D 840 de Franz Schubert, para gran orquesta.                                                                                  | Música orquestal               | 40:00    |
| 2000      | Lied, para tenor y dos percusionistas. | Música vocal (instrumentos)    | 05:00    |
| 2000      | Solo, para viola d'amore. | Música solista (viola)         | 15:00    |
| 2000-02   | In Vain, para 24 instrumentos con a notated lighting sequences. | Música orquestal               | 70:00    |
| 2001      | de terrae fine, para violín solista. | Música solista (violín)        | 17:00    |
| 2001      | Blumenstck, para coro, bass tuba y quinteto de cuerdas. | Música coral                   | 18:00    |
| 2001      | flow and friction, para piano microtonal a cuatro manos. | Música solista (piano)         | 09:00    |
| 2001-02   | tria ex uno, sexteto para flauta, clarinete, percusión, piano, violín y violoncello.                                                                                            | Música instrumental            | 12:00    |
| 2001-02   | für Hans Landesmann, para 12 instrumentos. | Música instrumental            | 07:00    |
| 2002      | ein Saitenspiel, para umgestimmte Diskantzither | -                              | 04:00    |
| 2003      | Cuarteto de cuerdas nº 3, In iij. Noct. | Música de cámara (cuarteto)    | 35:00    |
| 2003      | Natures mortes, para orquesta y acordeón. | Música orquestal (concertante) | 26:00    |
| 2003      | Die schöne Wunde, ópera de cámara según Franz Kafka y Edgar Allan Poe (Bregenz, 2003)                                                                                           | Música de ópera                | 150:00   |
| 2003      | Cuarteto de cuerdas nº 4, con electrónica en vivo. | Música de cámara (cuarteto)    |          |
| 2003-04   | Concierto para violoncello y gran orquesta. | Música orquestal (concierto)   | 30:00    |
| 2004      | Finale - para flauta. | Música solista (flauta)        | 10:00    |
| 2004      | Ein Schattenspiel, para piano y electrónica en vivo. | Música electrónica             | 10:00    |
| 2004      | Rondeau, para conjunto instrumental (auch para Laien- oder Schlerensemble). | Música instrumental            | 14:00    |
| 2004      | Opus 68, para gran orquesta sobre la Sonata para piano n° 9 de Alexandre Scriabin.                                                                                              | Música orquestal               | -        |
| 2004-05   | Haiku, para barítono y diez instrumentos. | Música vocal (instrumentos)    | 15:00    |
| 2005      | Ritual, Freiluftmusik para doce grandes tambores y tres orquesta de metal. | Música orquestal               | 70:00    |
| 2005      | Poème, para gran orquesta. | Música orquestal               | 17:00    |
| 2005      | 3 Liebesgedichte, para 6 Stimmen. | Música vocal                   | 12:00    |
| 2005      | Sieben Klangräume, zu den unvollendeten Fragmenten des Requiems de W. A. Mozart.                                                                                                | -                              | 28:00    |
| 2006      | ... für Viola und 6 Stimmen. | Música vocal (instrumentos)    | 16:00    |
| 2006      | Hyperion. Konzert für Lichtstimme und Orchester. | Música orquestal (concierto)   | -        |
| 2007      | Bruchstück, para gran orquesta. | Música orquestal               | -        |
| 2007      | Concierto para piano y orquesta. | Música orquestal (concierto)   | -        |
| 2008      | Melancholia. Ópera en tres partes. (Encargo de la Ópera Nacional de París, estreno mundial).                                                                                    | Música de ópera                |          |